# 1,1,2-trichloorethaan
1,1,2-trichloorethaan is een organische verbinding met als brutoformule C2H3Cl3. Het is een kleurloze vloeistof met een zoete geur, die niet oplosbaar is in water. De stof wordt gebruikt in de synthese van 1,1-dichloorethaan.

## Toxicologie en veiligheid
Bij contact met een heet oppervlak of met een vlam ontleedt deze stof onder vorming van waterstofchloride, fosgeen en andere giftige gassen. Ze reageert met sterk oxiderende middelen, sterke basen en metalen zoals natrium, kalium, magnesium en aluminiumpoeder. 1,1,2-trichloorethaan tast ook vele kunststoffen, rubber, staal en zink aan.
De stof is bij inademing gevaarlijk en veroorzaakt duizeligheid, slaperigheid, hoofdpijn, misselijkheid, kortademigheid en kan zelfs tot bewusteloosheid leiden.
| \| Spectrumgegevens \| Spectrumgegevens \| \| ------------------------------------------------------------------------------------------------ \| ---------------- \| \| Basisfreqentie = \| 100 MHz \| \| Bandbreedte = \| 0,001 ppm \| \| Chemische verschuiving \| \| \| blauw δ1 = \| 3,960 ppm \| \| rood δ2 = \| 5,762 ppm \| \| Koppelingen \| \| \| J1,2 = \| 6,06 Hz \| \| Bronnen \| \| \| Getallen ontleend aan National Institute of Advanced Industrial Science and Technology, 20091116 \| \| \| Berekening volgens NMR-spectrum voorspellen \| \| |           |
| Spectrumgegevens |           |
| Basisfreqentie = | 100 MHz   |
| Bandbreedte = | 0,001 ppm |
| Chemische verschuiving |           |
| blauw δ1 = | 3,960 ppm |
| rood δ2 = | 5,762 ppm |
| Koppelingen |           |
| J1,2 = | 6,06 Hz   |
| Bronnen |           |
| Getallen ontleend aan National Institute of Advanced Industrial Science and Technology, 20091116 |           |
| Berekening volgens NMR-spectrum voorspellen |           |